# Oratoio
Oratoio è un quartiere del comune di Pisa.

## Storia
Nonostante la scarsità delle fonti si pensa che un piccolo luogo di culto, un oratorio appunto, esistesse fin dai secoli più remoti e fosse all'origine dello stesso toponimo: san Michele Arcangelo, patrono del borgo, è infatti un santo protettore dei longobardi (si pensi al santuario da essi fondato a Monte Sant'Angelo).
L'insediamento alle porte di Pisa si trovava in una posizione strategica, all'innesto della via Fiorentina con la strada chiamata da secoli via Maggiore di Oratoio, che si raccordava alla strada per la Via Emilia Scauri o per quella verso la Maremma.
Il toponimo Uratorio viene menzionato per la prima volta in una pergamena di epoca longobarda, datata febbraio 730 e conservata nell'Archivio arcivescovile di Pisa, che riguarda una compravendita di terreni. Un'altra menzione antica risale al 10 gennaio 1122 in una cartula venditionis con la quale l'abate Guido del monastero di San Savino a Montione cedeva a un certo Guglielmo di Giovanni un terreno lavorativo in Oratoio, in un luogo chiamato Prato Longo, in cambio di un anello d'oro del valore di 400 soldi.
Per vedere menzionata l'antica  chiesa di San Michele di Oratoio si deve risalire invece a una pergamena del 1138, già appartenuta al monastero di San Michele in Borgo a Pisa.
Secondo il Dizionario Corografico-Universale dell'Italia (volume III sul Granducato di Toscana) del 1855 la parrocchia di San Michele a Oratojo contava 881 abitanti nel 1845 e due borgate attorno alla chiesa.

## Monumenti e luoghi d'interesse
Ad Oratoio è presente l'antica chiesa di San Michele Arcangelo, in stile romanico.

## Cultura

### Eventi
- Prima domenica di ottobre: festa della Madonna del Rosario e del patrono, san Michele arcangelo.
- Presepe vivente nella piazza del paese il 6 gennaio dalle ore 16.00.

## Infrastrutture e trasporti
Oratoio è collegata al centro di Pisa con corse automobilistiche di linea svolte dalla società Autolinee Toscane.
Dal 1881 al 1953 la località era attraversata dalla tranvia a vapore che, percorrendo l'asse della via Fiorentina, collegava Pisa con Pontedera e, attraverso una diramazione che si distaccava in località Navacchio, con Caprona e Calci.